# H.E.R.R.
«H.E.R.R.» (Heiliges Europa Römisches Reich) — голландско-английский проект, основанный в 2002 году и исполняющий музыку в жанре мартиал-индастриал с элементами неоклассический дарквейв и неофолк. Проект создан Michiel Spapé, который является главным композитором и продюсером группы, а также мультиинструменталистом. Кроме основателя в проекте участвуют Troy Southgate (вокал, ударные, гитара) и Miklos Hoffer (вокал, ударные). Всего группой выпущено 4 альбома и 1 мини-альбом, последний из которых записан в 2009 году. Также группа даёт живые концерты на территории Европы.

## Участники
Кроме основного состава группы в записи альбомов принимали участие и другие музыканты:
- Oskar van Dijk (виолончель)
- Inge Boot (труба)
- Maria Southgate (бэк-вокал)
- Richard Leviathan (бэк-вокал)
- Holger Fiala (бэк-вокал)
- Dev (бэк-вокал)
- Cornelius Waldner (флейта)
- Reinier Jansen (ударные)
- Christien Havranek (ударные)

## Дискография
| Год  | Название альбома                  | Формат    | Лейбл       | Каталог #  |
| ---- | --------------------------------- | --------- | ----------- | ---------- |
| 2004 | Es Regnet Das Leben Heraus        | CD, Album | Were Di!    | WD! 001    |
| 2004 | The Winter Of Constantinople      | CDr, Ltd  | Cynfeirdd   | Feirdd 012 |
| 2006 | Vondel’s Lucifer — First Movement | CD, Album | Cold Spring | CSR69CD    |
| 2007 | Fire And Glass: A Norwood Tragedy | CD, EP    | Cold Spring | CSR74EP    |
| 2009 | Xll Caesars                       | CD, Album | Cold Spring | CSR117CD   |